# Kasteel van Lormont
Het Kasteel van Lormont of Kasteel van Prince Noir (Frans: Château de Lormont) is een kasteel in de Franse gemeente Lormont. Het kasteel is een beschermd historisch monument sinds 1991.